# تونالا
تونالا هي مدينة وبلدية في منطقة غوادالاخارا في ولاية خاليسكو في المكسيك. يبلغ عدد سكانها 374,258 نسمة، وهي رابع أكبر مدينة في الولاية بعد غوادالاخارا وسابوبان، وتلاكيباك. وتشتهر بأنها مركز رئيسي للحرف اليدوية في ولاية خاليسكو، وخاصة صناعة الفخار، بالإضافة إلى سوقها الكبير جدًا يومي الخميس والأحد المخصص للحرف اليدوية.

## التركيبة السكانية
يعيش سبعة وتسعون في المائة من السكان في المناطق الحضرية، بكثافة سكانية تزيد قليلاً عن 4000 شخص لكل كيلومتر مربع. بلغ النمو السكاني من 2005 إلى 2010 ما يقارب 3.45٪ انخفاضًا من 7.2٪ في السنوات الخمس السابقة. اعتبارًا من عام 2010 يتحدث 3389 شخصًا فقط إحدى اللغات الأصلية، معظمهم يتحدثون الناواتل. أكثر من 90٪ من السكان هم من الروم الكاثوليك. معظم الباقين من البروتستانت أو لا يعتنقون أي دين.

## التعليم
يوجد في المدينة 145 مدرسة، و166 مدرسة ابتدائية، و41 مدرسة إعدادية، وثمانية عشر مدرسة ثانوية - مهنية، ومركز تعليم خاص واحد، ومركزان للتعليم المستمر. أنهى حوالي 60% من السكان تعليمهم الابتدائي و3.36% أميون.
افتتح مركز جامعة تونالا في عام 2012 وهو جزء من جامعة غوادالاخارا.